# Ernst Ahl (ämbetsman)
Ernst Gustaf Ahl, född den 8 oktober 1853 i Laholm, död den 4 april 1935 i Stockholm, var en svensk ämbetsman.
Ahl blev student vid Lunds universitet 1874 och avlade examen till rättegångsverken 1880. Han blev vice häradshövding 1882, extra ordinarie landskontorist i Älvsborgs län 1883 och ordinarie landskontorist i samma år samt var tillförordnad rådman och magistratssekreterare i Vänersborg 1885–1887. Ahl blev länsbokhållare i Kronobergs län 1887 och lanträntmästare där 1898. Han var landskamrerare 1900–1920. Ahl blev riddare av Nordstjärneorden 1908 och kommendör av andra klassen av Vasaorden 1919. Han var gift med Olga Hohmann. Makarna vilar på Norra begravningsplatsen utanför Stockholm.